# Fort Defiance
Fort Defiance (in navajo: Tséhootsooí) è un census-designated place (CDP) degli Stati Uniti d'America della contea di Apache nello Stato dell'Arizona. La popolazione era di 3.624 abitanti al censimento del 2010.

## Geografia fisica
Fort Defiance è situata a 35°44′30.84″N 109°04′01.2″W (35.7419, -109.067).
Secondo lo United States Census Bureau, la città ha una superficie totale di 9,82 km², dei quali 9,82 km² di territorio e 0 km² di acque interne (0% del totale).

## Storia
La terra su cui Fort Defiance venne istituito fu notata per la prima volta dall'esercito statunitense quando il colonnello John Washington si fermò lì durante il suo viaggio di ritorno da una spedizione al Canyon de Chelly. Fort Defiance fu fondato il 18 settembre 1851 dal colonnello Edwin Vose Sumner per creare una presenza militare a Diné bikéyah (territorio Navajo). Sumner ruppe il forte a Santa Fe per questo scopo, creando il primo posto militare in quella che ora è l'Arizona. Lasciò il maggiore Electus Backus in comando.
Fort Defiance è stato costruito su terreni da pascolo di valore che il governo federale ha quindi vietato l'uso ai Navajo. Di conseguenza, il forte appropriatamente chiamato sperimentò intensi combattimenti, culminando in due attacchi, uno nel 1856 e un altro nel 1860. L'anno successivo, all'inizio della guerra civile americana, l'esercito abbandonò Fort Defiance. Le continue incursioni dei Navajo nell'area portarono il generale di brigata James Henry Carleton a inviare Kit Carson per imporre l'ordine. Il forte fu ricostituito come Fort Canby nel 1863 come base per le operazioni di Carson contro i Navaho. La "soluzione" del generale Carleton fu brutale: migliaia di Navajo affamati furono costretti a una Lunga marcia di 450 miglia (720 km) e internati nei pressi di Fort Sumner, Nuovo Messico, e gran parte del loro bestiame venne distrutto. Dopo il completamento di questa campagna nel 1864, il forte fu abbandonato ancora una volta e fu bruciato rimanendo i Navajo, con solo le sue mura rimanenti. Il trattato dei Navajo del 1868 permise agli internati di tornare in una parte della loro terra e quella di Fort Defiance fu ricostituita come agenzia indiana quell'anno. Nel 1870 fu istituita la prima scuola governativa per i Navajo.
Oggi, il sito di Fort Defiance è popolato da edifici risalenti agli anni 1930 ad oggi utilizzati da varie agenzie governative, tra cui il Bureau of Indian Affairs, l'Indian Health Service e la Riserva Navajo. Il più grande di questi edifici era il Fort Defiance Indian Hospital fino al 2002.

## Società

### Evoluzione demografica
Secondo il censimento del 2010, la popolazione era di 3.624 abitanti.

### Etnie e minoranze straniere
Secondo il censimento del 2010, la composizione etnica del CDP era formata dal 2,24% di bianchi, lo 0,06% di afroamericani, il 93,52% di nativi americani, l'1,24% di asiatici, lo 0,11% di oceanici, lo 0,19% di altre razze, e il 2,65% di due o più etnie. Ispanici o latinos di qualunque razza erano il 2,18% della popolazione.